# Kuşçu, Keban
Kuşçu là một xã thuộc huyện Keban, tỉnh Elâzığ, Thổ Nhĩ Kỳ. Dân số thời điểm năm 2011 là 39 người.